# Stadion Feijenoord
Stadion Feijenoord, in de volksmond De Kuip, is een voetbalstadion in Rotterdam-Zuid. De Nederlandse betaaldvoetbalclub Feyenoord speelt zijn thuiswedstrijden in het stadion en ook het Nederlands voetbalelftal speelt er regelmatig. Het stadion werd ontworpen door architect Leendert van der Vlugt, van architectenbureau Brinkman en Van der Vlugt. In 1935 werd er begonnen met de bouw; de opening was op 27 maart 1937. Lilian de Leeuw is sinds januari 2023 de Venue Director.
De Kuip is qua capaciteit na de Johan Cruijff ArenA het grootste voetbalstadion in Nederland. Het is het stadion waar het Nederlands voetbalelftal de meeste interlands heeft gespeeld. 
De Kuip was decor van verschillende finales en sinds 1989 wordt er jaarlijks de finalewedstrijd voor de KNVB Beker gehouden. 
In 1970 vond de tweede finalewedstrijd voor de wereldbeker voor clubteams in De Kuip plaats, deze finale werd gewonnen door Feyenoord.
Vijf edities van de Europa Cup II finale werden in De Kuip gespeeld in: 1963, 1968, 1974, 1985 en 1997. In 1982 werd in De Kuip de Europacup I finale gehouden. 
In 1974 werd de UEFA Cup finale over twee wedstrijden gespeeld. De beslissingswedstrijd werd in De Kuip gespeeld. Deze finale werd gewonnen door Feyenoord. In 2002 won Feyenoord opnieuw, dit keer in een rechtstreeks duel in De Kuip, de UEFA Cup finale.
Naast finales van clubteams kreeg De Kuip de EK finale van 2000 toegewezen, dat in België en Nederland werd gehouden. In 2023 werd er de finale van de UEFA Nations League gespeeld.
Het stadion van Feyenoord ligt niet in de wijk Feijenoord, maar in IJsselmonde.

## Naam
De naam van het stadion wordt op verschillende wijzen gespeld. De eigenaar van het stadion is als 'Stadion Feijenoord N.V.' (met ij) ingeschreven in het handelsregister van de Kamer van Koophandel. Deze spelwijze wordt ook gebruikt op de website van het stadion. Onder andere in het Rotterdamse Stadsarchief, op briefpapier en boven de ingang aan de Olympiazijde (zie foto hiernaast) wordt daarentegen een y gebruikt: Stadion Feyenoord.
Het Feyenoordlegioen noemt het stadion al jaren liefkozend De Voetbaltempel, soms met de toevoeging aan de Maas.

## Geschiedenis

### Voorgangers
Na de oprichting van de club in 1908 speelde het op verschillende velden op Zuid, waaronder het Afrikaanderplein. In 1917 kwam de club te spelen in een stadion aan de Kromme Zandweg, op de hoek met de Dordtsestraatweg. Later verdween dit deel van de straat door de aanleg van het Zuiderpark en Rotterdam Ahoy. Het stadion werd op 26 augustus 1917 geopend met een wedstrijd tegen Be Quick uit Zutphen, die door Feyenoord met 3-2 werd verloren.

### Ontwikkeling
Al sinds de opening is Feyenoord de 'bewoner' van De Kuip. Grote man achter het idee van het stadion was Leen van Zandvliet. De voorzitter van Feyenoord in de jaren 30 riep op een dag uit "Ik heb het, ik heb het!" Hij was wakker geworden uit een droom; hij schreef het idee snel op een kladblok. De vorm van het stadion, met een 'loshangende' tweede ring zodat niets het uitzicht van de toeschouwers zou belemmeren, zou zijn droom tot hem zijn gekomen. Enkele maanden later werd architect Van der Vlugt uitgenodigd voor een gesprek. Een stadion met twee verdiepingen moest gerealiseerd worden. De kern van het gesprek was 'eenvoud', verfraaiingen kwamen er niet aan te pas.
In 1934 maakte Van Zandvliet enkele trips naar het buitenland om op zoek te gaan naar andere, soortgelijke stadions. Het Highbury van Arsenal maakte indruk op hem. Dat had namelijk ook sinds 1932 twee verdiepingen. Van Zandvliet vond dat de enorme toestroom van publiek tijdens wedstrijden van Feyenoord de bouw van een modern voetbalstadion met plaats voor tienduizenden toeschouwers rechtvaardigde. Hij ondernam tevens een studiereis naar Amerika en bezocht het stadion van de Boston Red Sox wat hem inspireerde om deze nieuwe inzichten van faciliteiten gecombineerd met meerdere lagen waarvanuit elk gezichtspunt de wedstrijd toch goed te zien zou zijn te verwezenlijken. Voor de financiering steunde hij op havenbaron Daniël George van Beuningen.
Eind 1934 werd er contact gezocht met Braat-constructiewerkplaatsen. Die wilde de taak op zich nemen en ging aan de slag. Een voetbalwedstrijd duurt twee keer drie kwartier. Tussendoor moet men spanning kwijt en wat kunnen eten. Zo zijn er dus zowel onder als boven toiletten tussen de stalen spanten gebouwd. Tevens moest er plaats zijn voor een vergaderruimte, een werkvloer, kleedlokalen, een hokje voor de officials en er is een politiebureau en ook nog een brandweerkazerne en het bevat ook nog eens vier woningen. De trappen aan de buitenzijde van het stadion konden tevens als tribune dienen voor het trainingsveld. Van Zandvliet had haast; zo gauw er een bouwtekening klaar was, gaf hij direct de opdracht om te beginnen met de bouw van het stadion.

### Bouw
De eerste paal werd geslagen door Puck van Heel op 16 september 1935. Daarna werden er nog 578 heipalen 21 meter diep de grond ingeslagen. De bouw van het stadion werd in 1936 afgerond, maar doordat de door de gemeente beloofde infrastructuur rondom het stadion nog niet was aangelegd, stond het stadion er maandenlang onbruikbaar bij en vond de opening pas in maart 1937 plaats. Stadion Feijenoord had een capaciteit van 65.000, met onder meer veel staanplaatsen. Bij de kampioenswedstrijd van SVV tegen Heerenveen in 1949, zou een recordaantal van 69.300 toeschouwers aanwezig zijn geweest.
Het jaar 1936 was belangrijk voor de bouw van Stadion Feijenoord. Aan het stadion werden hoge eisen gesteld. Door 1500 mensen – onder meer mariniers en werklozen – werd dit stadion 'uitgetest'. Voor de grasmat werd zand uit Wassenaar gehaald en er werd speciaal gras geïmporteerd.

### Opening
Het stadion werd officieel opgeleverd op 23 juli 1937. Vóór deze officiële opening werd echter al in maart 1937, in de stromende regen, de eerste wedstrijd in Stadion Feijenoord gespeeld. Feyenoord en Beerschot maakten er een leuke wedstrijd van, waarbij Leen Vente het eerste doelpunt ooit in De Kuip scoorde. De Rotterdammers wonnen uiteindelijk met 5–2 van Beerschot, voor 37.825 toeschouwers. Feyenoord domineerde onder aanvoerder Van Heel. De slotfase van de openingswedstrijd was rechtstreeks op de radio te beluisteren, met commentaar van Han Hollander. De architect van het stadion, Van der Vlugt, overleed in 1936 en heeft de opening niet meegemaakt.
De tweede wedstrijd was er een tussen Nederland en België. Nederland won met 1-0, met als opvallend feit dat het weer Leen Vente was die, nota bene in hetzelfde doel, het eerste doelpunt als speler van het Nederlands voetbalelftal in dit stadion scoorde.

### Bedreigd

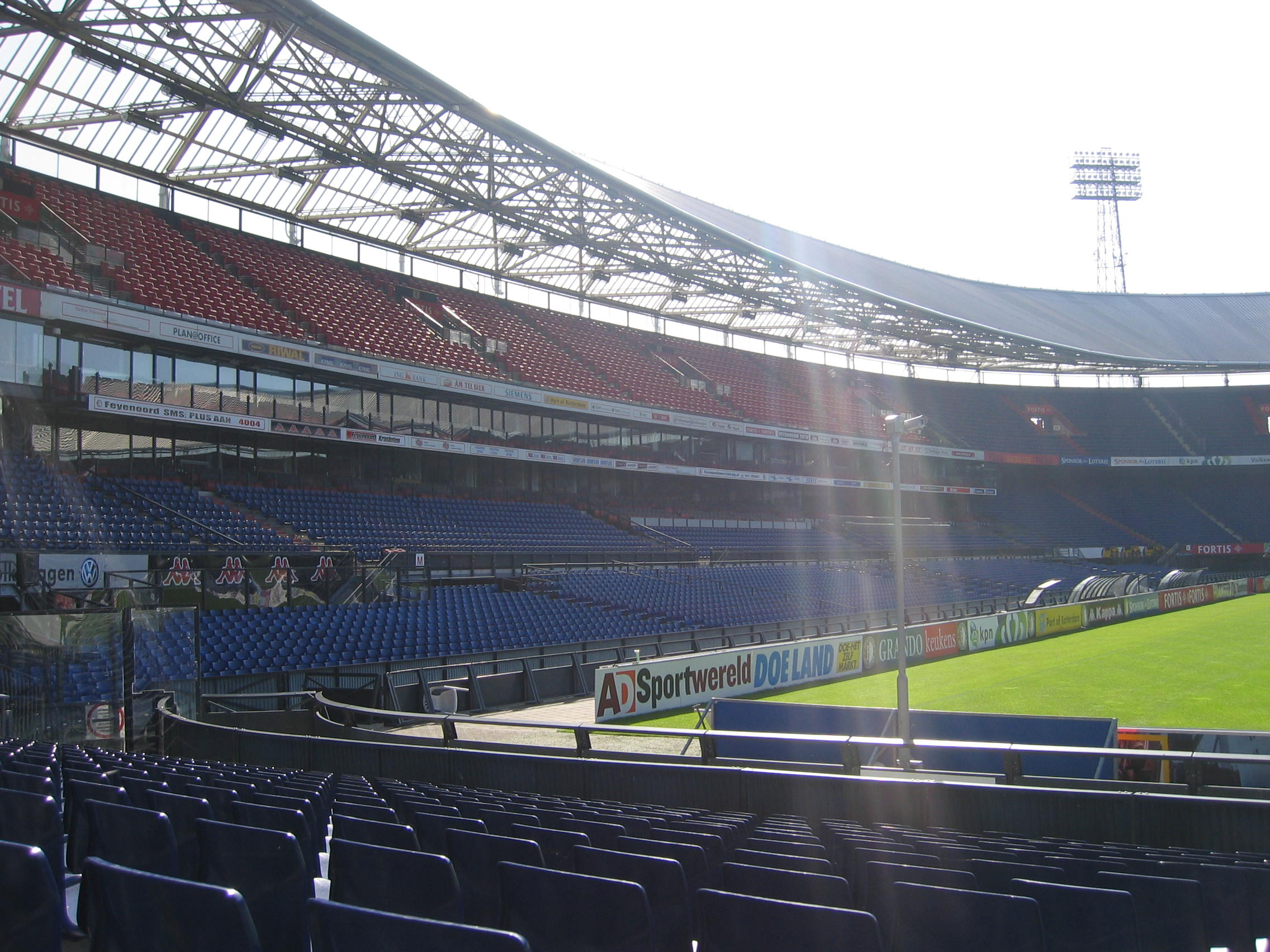
Stadion Feijenoord gezien vanuit Vak X

De bestaanszekerheid van Stadion Feijenoord is niet absoluut. Door de jaren heen waren er drie keer plannen om het stadion te slopen. Zo was er tijdens de Tweede Wereldoorlog een dringende behoefte aan hoogwaardig staal. Staal was de kern van het stadion, en dus werd het doelwit. De liquidatie was nabij, maar het plan vond echter geen doorgang. Naar verluidt gaf de toenmalige directeur van het stadion, toen de Duitsers kwamen inspecteren hoeveel tonnen staal ze konden winnen, slechts een derde van de werkelijke hoeveelheid op, waardoor slopen oninteressant werd.
In 1984 wilden de gemeenten Rotterdam en Amsterdam de Olympische Spelen van 1992 naar Nederland halen. Er waren plannen voor een nieuw Olympisch Stadion dat precies op de plek van De Kuip zou moeten komen. Uiteindelijk mocht Barcelona de Spelen organiseren.
Toen er in de jaren negentig betonrot en erosie werd geconstateerd in De Kuip ontstond het gevaar dat Stadion Feijenoord niet meer aan de kwaliteitseisen kon voldoen. Hierdoor kwam de optie het stadion te slopen wederom op tafel, maar uiteindelijk werd een renovatie uitgevoerd.

### Renovatie

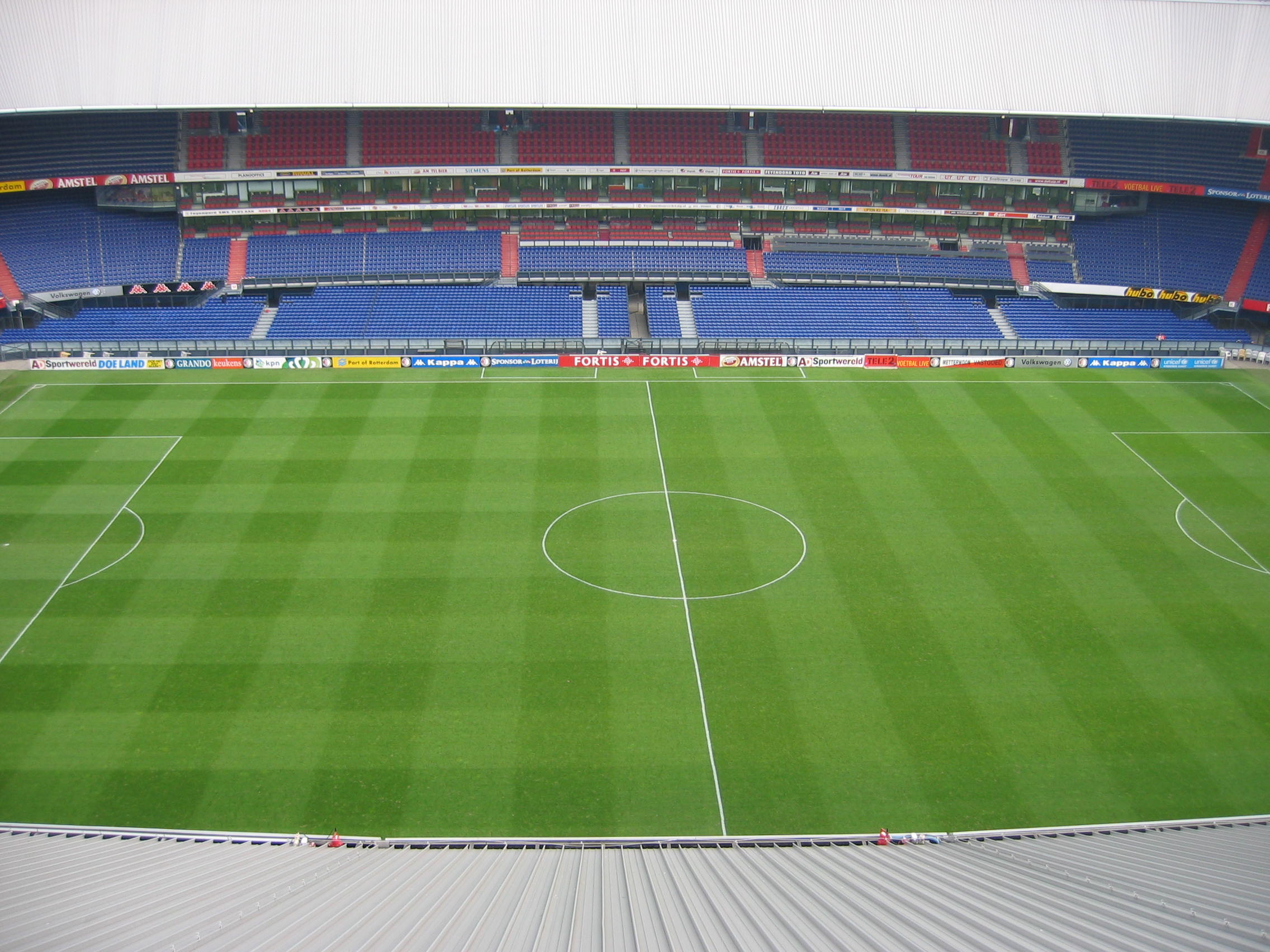
Stadion Feijenoord gezien vanaf de overkapping.

Het streven in aanloop naar de renovatie was het creëren van een multifunctioneel stadion waar meer partijen plezier van zouden hebben. In 1993 kwamen er plannen op tafel die een jaar later gerealiseerd werden. Zwarts & Jansma architecten tekende, samen met Van den Broek en Bakema (later Broekbakema) voor de renovatie en uitvoering. Naast de multifunctionaliteit moest het rendement van het stadion omhoog.

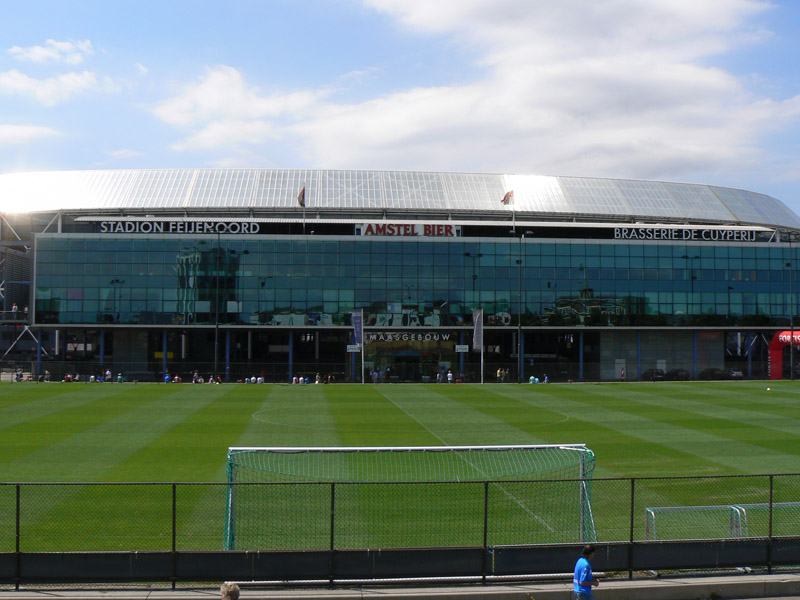
Het Maasgebouw in 2006, met op de voorgrond toen nog het trainingsveld

Stadion Feijenoord heeft een grote facelift ondergaan. Zo is 85% van het stadion nu overdekt, waar dit eerder niet het geval was. Dat is gebeurd door er een vrij dragend ringvormig dak op te leggen, waarmee het mogelijk werd dit zonder kolommen of andere het zicht beperkende objecten uit te voeren. Om popconcerten blijvend mogelijk te maken, is de kap niet groter gemaakt. Door de bouw van de huidige Johan Cruijff ArenA en GelreDome heeft het stadion echter twee concurrenten gekregen en is het aantal concerten in de loop der jaren teruggelopen. De capaciteit is teruggebracht naar 51.117 zitplaatsen. De hekken die om het veld stonden werden vervangen door een drie meter diepe gracht. De bestaande staal- en betonconstructies, tribunes, trappen, balustrades en sanitaire voorzieningen zijn ook onder handen genomen en gerenoveerd. De spelers kregen betere kleedlokalen en de persruimtes werden uitgebreid. Ook werden de business-units geïntroduceerd. Bij voetbalwedstrijden zijn minimaal 800 zitplaatsen op de tweede ring gereserveerd voor de supporters van de tegenpartij.
Tijdens de vernieuwing van het stadion werd er door gevoetbald. Zo werd er onder meer een bekerfinale gespeeld en een concert van Pink Floyd gegeven. De totale renovatie duurde acht maanden. Er zat wel een grote voetbalpauze tussen omdat het WK gehouden werd in de Verenigde Staten. Voor de complete renovatie is 120 miljoen gulden neergelegd. Investeerders zagen het meteen zitten in een vernieuwd Stadion Feijenoord en hadden al plannen voor een totaal nieuwe Kuip. Stadion Feijenoord mag zonder toestemming van de Rotterdamse gemeenteraad niet meer gesloopt worden omdat het gebouw de status van gemeentelijk monument heeft.
Naast de veranderingen aan het stadion zelf werd ook het Maasgebouw geïntroduceerd. Dit gebouw naast het stadion bevat zeven grote zalen die de club voor commerciële doeleinden kon gaan gebruiken, zoals congressen en ontvangst van zakelijke relaties. Daarnaast bevat het een receptie, een brasserie en kantoren. Lange tijd zat ook het Feyenoord Museum in het Maasgebouw, totdat deze in 2015 plaats moest maken voor de nieuw boardroom en in 2017 opende aan de Olympiazijde. Roltrappen verbinden het Maasgebouw met de tweede ring van het stadion.
Op 16 november 1994 werd het vernieuwde stadion officieel in gebruik genomen. Toenmalig Prins Willem-Alexander verrichtte de heropening. De eerste wedstrijd in het gerenoveerde stadion was die tussen Nederland en Tsjechië.
Tien jaar na de grote renovatie werd ook de Olympiazijde onder handen genomen. Dit is de oudste zijde in het stadion, waar voorheen de kleedkamers zaten en het bestuur zijn gasten ontving in een van de ruimtes op de eerste etage. Deze ruimtes waren echter te klein en dienden gemoderniseerd te worden om bij grote evenementen ook gebruikt te kunnen worden. De zalen aan de Olympiazijde kregen een nieuwe naam: Van Zandvlietzaal en de Van Beuningenzaal.

### Opvolger
Tussen 2006 en 2013 waren de gemeente en Feyenoord onder de werknaam De Nieuwe Kuip bezig met plannen voor een nieuw stadion, dat uiterlijk in 2018 had moeten verrijzen. Omdat het huidige stadion onvoldoende ruimte biedt om de voetbalclub verder te laten groeien werd er gewerkt aan plannen voor een stadion met 63.000 zitplaatsen.
In het eerste plan had het stadion deels op het Eiland Van Brienenoord moeten verrijzen. Later werd er ook een plan gepresenteerd waarbij het stadion op Sportcomplex Varkenoord, recht tegenover De Kuip, zou worden gebouwd. Men had daarbij de intentie om het huidige stadion een nieuwe functie te geven. Op 10 juli 2013, toen er in de gemeenteraad geen meerderheid te vinden bleek voor een garantstelling, werd duidelijk dat er geen nieuw stadion zou komen.
Op 1 mei 2014 werd ervoor gekozen het bestaande stadion grondig te verbouwen, waardoor het met 70.000 zitplaatsen het grootste stadion van Nederland zou worden. De kosten vielen evenwel veel hoger uit dan verwacht.
Begin maart 2015 bleek dat de diverse betrokken partijen, waaronder de eigenaren van het stadion en enkele aannemers, geen voor alle partijen acceptabele oplossing konden vinden. De onderhandelingen werden daarop gestaakt. Hiermee was 'vernieuwbouw' van de baan.
Een jaar later, op 18 maart 2016, werd bekendgemaakt dat Feyenoord de voorkeur gaf aan een nieuwe locatie langs de Maas, ter hoogte van de woonwijk De Veranda. Hier zou een nieuw complex, als onderdeel van de toenmalige gebiedsontwikkeling Feyenoord City, gebouwd moeten worden. Hierbij hoorde ook een herbestemming van Stadion Feijenoord. Het Nieuwe Stadion moest een capaciteit krijgen van 63.000 toeschouwers. In november 2021 leek de club Feyenoord echter te gaan stoppen met de plannen voor het realiseren van Het Nieuwe Stadion, vanwege wijzigingen in de bouwkosten en de voorwaarden. De club maakte bekend het project te willen uitstellen en haar opties te heroverwegen. Een half jaar later maakte de voetbalclub bekend officieel af te zien van de plannen en nog zeker tien jaar in het huidige stadion te blijven spelen. Ook een grootscheepse verbouwing van Stadion Feijenoord zou niet worden uitgevoerd, eveneens omdat dit niet financieel haalbaar werd geacht. Wel zou Feyenoord de samenwerking zoeken met Stadion Feijenoord om zich te richten op kleine, effectieve ingrepen om de faciliteiten en ervaring van bezoekers te verbeteren.

### Voortzetting
Eén van de eerste projecten van het tienjarenplan was het vervangen van de oude stadionlampen in de lichtmasten door LED-verlichting. In de zomer van 2024 werd het hele stadion voorzien van nieuwe reclame-uitingen wat moest bijdragen aan een eenduidige uitstraling in de huisstijl van de voetbalclub. Ook werden de evenementenruimtes aan de Olympiazijde onder handen genomen.
Door het afblazen van de nieuwbouwplannen bleef Stadion Feijenoord achter met een miljoenenschuld aan financier Goldman Sachs. Om deze schulden af te lossen en vanwege voorgenomen woningbouw rondom het stadion werd er een overeenkomst gesloten met de gemeente. Als gevolg hiervan kunnen er na 2025 geen popconcerten meer in het stadion georganiseerd worden. Hiervoor werd het stadion gecompenseerd. Deze compensatie werd gebruikt om de schulden bij Goldman Sachs af te lossen. Hierdoor kon het stadion, zonder belemmering, vooruitgang boeken op het gebied van vernieuwing. Zo werd er anno september 2024 gewerkt aan de toegankelijkheid van het stadion, het vernieuwen van de voedselverkooppunten aan de Maaszijde en het terugbrengen van twee bars aan de Olympiazijde.

## Architectuur

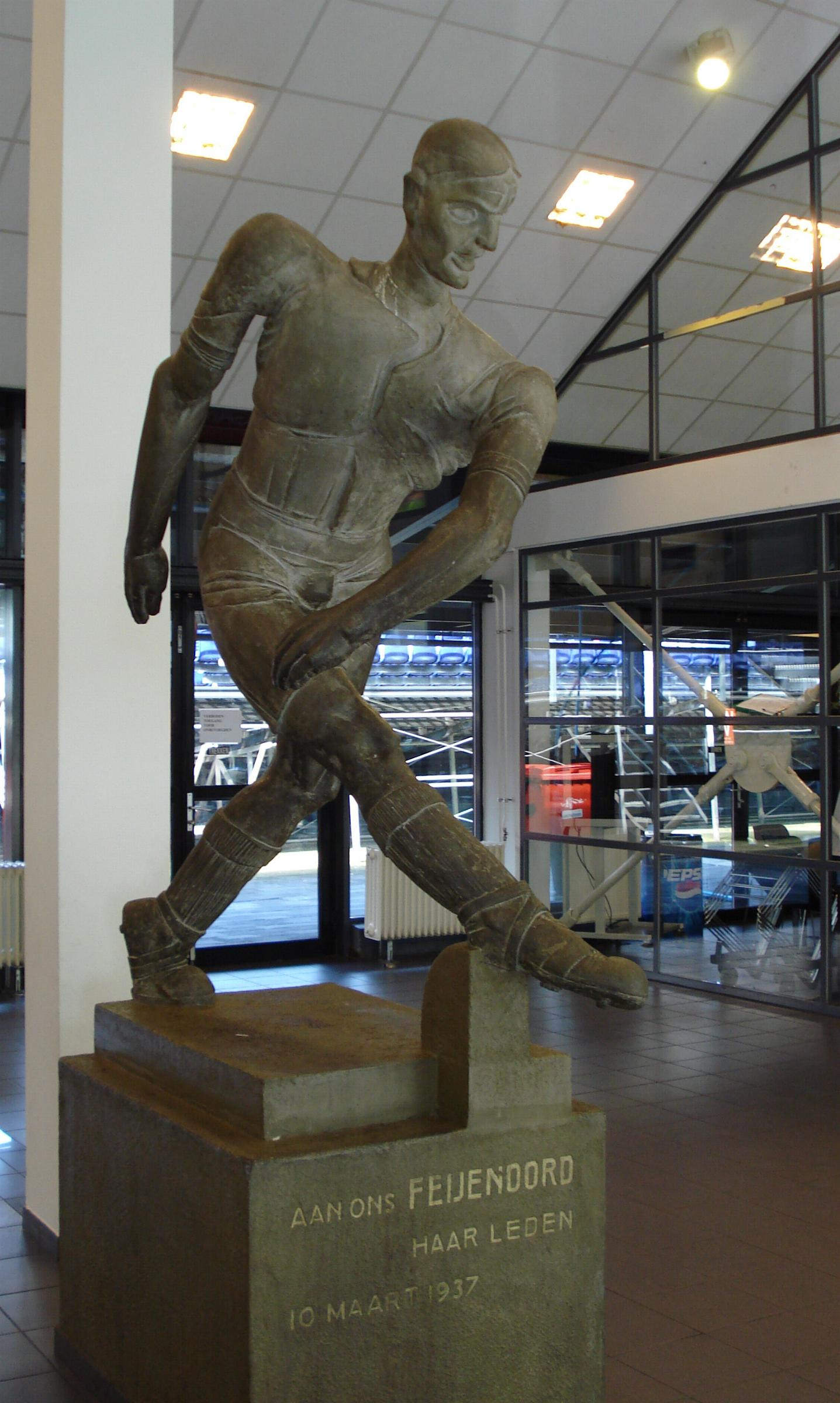
Henk Chabot, De voetballer (1937)

- Een tweede tribune die als een balkon boven de eerste ring hing, bestond al. Maar geen stadion had zo'n tweede ring vrijdragend, zonder steunpilaren in het zicht. Ook niet de honkbal-stadions, zoals die indertijd ontworpen werden.
- Een doorlopende, rondgaande tribune was nieuw. Engelse stadions hadden (en hebben) grote tribune-bouwwerken, maar altijd als vier blokken langs het veld, met open of opgevulde hoeken. In Stadion Feijenoord is de vorm van de plattegrond overal gekromd, ook aan de lange zijde, zodat een echte kring ontstaat.
- Het gebruik van staal en glas maakt het geheel licht en luchtig. Beton was sterk in opkomst, maar zou niet zulke slanke spanten hebben opgeleverd. Bovendien was de achterwand van de ondertribune uitgevoerd als glaswand. Daardoor is de eerste ring vanuit de achterzijde licht en vanaf het veld gezien lijkt de tweede ring zelfs te zweven. Vanwege het gevaar zijn deze glaswanden vervangen door ondoorzichtig kunststof.
- De trappen aan de buitenzijde zijn opvallend, maar niet brekend gemaakt. In feite bestaat elk trappenhuis uit twee complete, in elkaar gevlochten trappen (ongeveer zoals de DNA-structuur met een dubbele helix, pas 16 jaar later ontdekt).
- Uiteindelijk volgt, in 1994, het nieuwe dak ook de rondgaande, kuipvormige lijnen. En ook vrijdragend (alsof de dakgoot de trek opvangt), met een lichtwand voor de zwevende indruk. Deze constructie werd mogelijk door nieuwe computerprogrammatuur, die lichter en sterker construeren mogelijk maakte. Deze derde ring ligt gewoon op de onderliggende tweede ring en door z'n driekante doorsnede en stijfheid zakt hij niet door.
- Al sinds de opening van het stadion wordt de ingang onder de Maastribunes opgesierd door het betonnen beeld 'De voetballer', alias 'de Pienantie' - op 9 maart 1937, een dag voor de onthulling, door de Telegraaf 'Manus Gorilla' gedoopt - van Henk Chabot.
- Dolf Henkes maakte voor de toenmalige koffiekamer een voetbalvierluik.

## Verlichting
In 1957, toen de vier kenmerkende lichtmasten van De Kuip voor het eerst aangingen, hadden deze een kracht van 200 lux. Anno 2018 is dat acht keer zoveel. In totaal zitten er in de lichtmasten 288 gasontladingslampen van 2000 watt, dat zijn er 72 per mast. In 2022 werden de lichtmasten wederom gemoderniseerd, en hebben de oude lampen plaats gemaakt voor duurzamere ledverlichting.

## Grasmat
- 1937: aanleg veld
- 1995: nieuw veld in verband met degeneratie van het gras na de renovatie in 1994
- 1998: nieuw veld in verband met aanleg van veldverwarming
- 2004: nieuw veld in verband met aanleg Grass Masterveld
- 2008: nieuw veld
- 2011: nieuw, verbeterd veld
- 2013: nieuw veld
- 2014: nieuw veld[23]
- 2015: nieuw veld[24]
- 2016 nieuw veld na Monster Jam
- 2018 nieuw veld na Monster Jam[25]

## Belangrijke evenementen

### Finales
In Stadion Feijenoord werd in 1950 voor het eerst de finale om de KNVB beker gespeeld en sinds medio jaren tachtig is het traditioneel het toneel van de finale van het Nederlands bekertoernooi. In 1991, 1992, 1993 en 1995 werd ook de finale om de Super Cup, de voorloper van de Johan Cruijff Schaal in Stadion Feijenoord gespeeld.
| 1  | 24 juni 1950     | PSV – HFC Haarlem           | 4 – 3 n.v.            | KNVB beker 1949/50        | 12.000 |
| 2  | 16 juni 1957     | Fortuna '54 – Feijenoord    | 4 – 2                 | KNVB beker 1956/57        | 35.000 |
| 3  | 29 mei 1965      | Feijenoord – Go Ahead       | 1 – 0                 | KNVB beker 1964/65        | 31.000 |
| 4  | 25 mei 1966      | Sparta – ADO                | 1 – 0                 | KNVB beker 1965/66        | 24.000 |
| 5  | 11 juni 1969     | Feijenoord – PSV            | 1 – 1 n.v.            | KNVB beker 1968/69        | 57.000 |
| 5  | 14 juni 1969     | Feijenoord – PSV            | 2 – 0                 | KNVB beker 1968/69        | 58.000 |
| 6  | 5 mei 1971       | Ajax – Sparta               | 2 – 2 n.v.            | KNVB beker 1970/71        | 63.000 |
| 7  | 11 mei 1972      | Ajax – FC Den Haag          | 3 – 2                 | KNVB beker 1971/72        | 58.000 |
| 8  | 31 mei 1973      | NAC – N.E.C.                | 2 – 0                 | KNVB beker 1972/73        | 45.801 |
| 9  | 1 mei 1974       | PSV – NAC                   | 6 – 0                 | KNVB beker 1973/74        | 38.000 |
| 10 | 15 mei 1975      | FC Den Haag – FC Twente '65 | 1 – 0                 | KNVB beker 1974/75        | 21.000 |
| 11 | 7 april 1976     | PSV – Roda JC               | 1 – 0 n.v.            | KNVB beker 1975/76        | 32.760 |
| 12 | 15 mei 1979      | Ajax – FC Twente '65        | 1 – 1                 | KNVB beker 1978/79        | 30.000 |
| 12 | 29 mei 1979      | Ajax – FC Twente '65        | 3 – 0                 | KNVB beker 1978/79        | 29.000 |
| 13 | 17 mei 1980      | Feyenoord – Ajax            | 3 – 1                 | KNVB beker 1979/80        | 60.000 |
| 14 | 2 mei 1984       | Feyenoord – Fortuna Sittard | 1 – 0                 | KNVB beker 1983/84        | 40.000 |
| 15 | 25 mei 1989      | PSV – FC Groningen          | 4 – 1                 | KNVB beker 1988/89        | 9.483  |
| 16 | 25 april 1990    | PSV – Vitesse               | 1 – 0                 | KNVB beker 1989/90        | 34.000 |
| 17 | 2 juni 1991      | Feyenoord – BVV Den Bosch   | 1 – 0                 | KNVB beker 1990/91        | 52.000 |
| 18 | 14 augustus 1991 | PSV – Feyenoord             | 0 – 1                 | Nederlandse Supercup 1991 | 30.288 |
| 19 | 10 mei 1992      | Feyenoord – Roda JC         | 3 – 0                 | KNVB beker 1991/92        | 48.000 |
| 20 | 12 augustus 1992 | PSV – Feyenoord             | 1 – 0                 | Nederlandse Supercup 1992 | 32.650 |
| 21 | 20 mei 1993      | Ajax – sc Heerenveen        | 6 – 2                 | KNVB beker 1992/93        | 45.000 |
| 22 | 8 augustus 1993  | Feyenoord – Ajax            | 0 – 4                 | Nederlandse Supercup 1993 | 28.750 |
| 23 | 12 mei 1994      | Feyenoord – N.E.C.          | 2 – 1                 | KNVB beker 1993/94        | 43.000 |
| 24 | 25 mei 1995      | Feyenoord – FC Volendam     | 2 – 1                 | KNVB beker 1994/95        | 48.146 |
| 25 | 16 augustus 1995 | Ajax – Feyenoord            | 2 – 1 n.v.            | Nederlandse Supercup 1995 | 25.000 |
| 26 | 16 mei 1996      | PSV – Sparta                | 5 – 2                 | KNVB beker 1995/96        | 35.000 |
| 27 | 8 mei 1997       | Roda JC – sc Heerenveen     | 4 – 2                 | KNVB beker 1996/97        | 48.000 |
| 28 | 17 mei 1998      | Ajax – PSV                  | 5 – 0                 | KNVB beker 1997/98        | 22.500 |
| 29 | 13 mei 1999      | Ajax – Fortuna Sittard      | 2 – 0                 | KNVB beker 1998/99        | 25.000 |
| 30 | 21 mei 2000      | N.E.C. – Roda JC            | 0 – 2                 | KNVB beker 1999/00        | 40.000 |
| 31 | 24 mei 2001      | PSV – FC Twente             | 0 – 0 n.v. (3–4 n.s.) | KNVB beker 2000/01        | 45.000 |
| 32 | 12 mei 2002      | FC Utrecht – Ajax           | 2 – 3 n.v.            | KNVB beker 2001/02        | 37.122 |
| 33 | 1 juni 2003      | FC Utrecht – Feyenoord      | 4 – 1                 | KNVB beker 2002/03        | 45.000 |
| 34 | 23 mei 2004      | FC Twente – FC Utrecht      | 0 – 1                 | KNVB beker 2003/04        | 48.000 |
| 35 | 29 mei 2005      | Willem II – PSV             | 0 – 4                 | KNVB beker 2004/05        | 35.000 |
| 36 | 7 mei 2006       | Ajax – PSV                  | 2 – 1                 | KNVB beker 2005/06        | 30.770 |
| 37 | 6 mei 2007       | AZ – Ajax                   | 1 – 1 n.v. (7–8 n.s.) | KNVB beker 2006/07        |        |
| 38 | 27 april 2008    | Feyenoord – Roda JC         | 2 – 0                 | KNVB beker 2007/08        | 51.177 |
| 39 | 17 mei 2009      | sc Heerenveen – FC Twente   | 2 – 2 n.v. (5–4 n.s.) | KNVB beker 2008/09        |        |
| 40 | 6 mei 2010       | Feyenoord – Ajax            | 1 – 4                 | KNVB beker 2009/10        | 28.000 |
| 41 | 8 mei 2011       | FC Twente – Ajax            | 3 – 2 n.v.            | KNVB beker 2010/11        | 45.000 |
| 42 | 8 april 2012     | PSV – Heracles Almelo       | 3 – 0                 | KNVB beker 2011/12        | 50.000 |
| 43 | 9 mei 2013       | AZ – PSV                    | 2 – 1                 | KNVB beker 2012/13        | 50.000 |
| 44 | 20 april 2014    | PEC Zwolle – Ajax           | 5 – 1                 | KNVB beker 2013/14        | 42.500 |
| 45 | 3 mei 2015       | PEC Zwolle – FC Groningen   | 0 – 2                 | KNVB beker 2014/15        | 50.000 |
| 46 | 24 april 2016    | Feyenoord – FC Utrecht      | 2 – 1                 | KNVB beker 2015/16        | 45.592 |
| 47 | 30 april 2017    | AZ – Vitesse                | 0 – 2                 | KNVB beker 2016/17        | 46.105 |
| 48 | 5 augustus 2017  | Feyenoord – Vitesse         | 1 – 1 n.v. (4–2 n.s.) | Johan Cruijff Schaal 2017 | 47.500 |
| 49 | 22 april 2018    | AZ – Feyenoord              | 0 – 3                 | KNVB beker 2017/18        | 46.084 |
| 50 | 5 mei 2019       | Willem II – Ajax            | 0 – 4                 | KNVB beker 2018/19        | 45.709 |
|    | 19 april 2020    | FC Utrecht – Feyenoord      | niet gespeeld         | KNVB beker 2019/20        |        |
| 51 | 18 april 2021    | Ajax – Vitesse              | 2 – 1                 | KNVB beker 2020/21        | 0      |
| 52 | 17 april 2022    | PSV – Ajax                  | 2 – 1                 | KNVB beker 2021/22        | 47.500 |
| 53 | 30 april 2023    | Ajax – PSV                  | 1 – 1 n.v. (2–3 n.s.) | KNVB beker 2022/23        | 47.500 |
| 54 | 4 augustus 2023  | Feyenoord – PSV             | 0 – 1                 | Johan Cruijff Schaal 2023 | 47.500 |
| 55 | 21 april 2024    | Feyenoord – N.E.C.          | 1 – 0                 | KNVB beker 2023/24        | 47.500 |
| 56 | 21 april 2025    | AZ – Go Ahead Eagles        | 1 – 1 n.v. (2–4 n.s.) | KNVB beker 2024/25        | 47.500 |

In het stadion is tien keer een Europacupfinale gespeeld. Ook de finale van Euro 2000 werd in Stadion Feijenoord gespeeld.
| 1  | 15 mei 1963 | Tottenham Hotspur – Atlético Madrid | 5 – 1 | Finale Europacup II 1963 | 49.000 |
| 2  | 23 mei 1968 | AC Milan – Hamburger SV             | 2 – 0 | Finale Europacup II 1968 | 53.000 |
| 3  | 31 mei 1972 | Ajax – Internazionale               | 2 – 0 | Finale Europacup I 1972  | 61.354 |
| 4  | 8 mei 1974  | Magdeburg – AC Milan                | 2 – 0 | Finale Europacup II 1974 | 6.461  |
| 5  | 22 mei 1974 | Feyenoord – Tottenham Hotspur       | 2 – 0 | Finale UEFA Cup 1974     | 46.281 |
| 6  | 26 mei 1982 | Aston Villa – Bayern München        | 1 – 0 | Finale Europacup I 1982  | 45.000 |
| 7  | 15 mei 1985 | Everton – Rapid Wien                | 3 – 1 | Finale Europacup II 1985 | 38.500 |
| 8  | 15 mei 1991 | Manchester United – Barcelona       | 2 – 1 | Finale Europacup II 1991 | 43.500 |
| 9  | 14 mei 1997 | Barcelona – Paris Saint-Germain     | 1 – 0 | Finale Europacup II 1997 | 52.000 |
| 10 | 8 mei 2002  | Feyenoord – Borussia Dortmund       | 3 – 2 | Finale UEFA Cup 2002     | 48.500 |

### Interlands
| 1   | 2 mei 1937        | Nederland – België            | 1 – 0        | Vriendschappelijk     |  |
| 2   | 28 november 1937  | Nederland – Luxemburg         | 4 – 0        | WK-kwalificatie       |  |
| 3   | 27 februari 1938  | Nederland – België            | 7 – 2        | Vriendschappelijk     |  |
| 4   | 26 februari 1939  | Nederland – Hongarije         | 3 – 2        | Vriendschappelijk     |  |
| 5   | 31 maart 1940     | Nederland – Luxemburg         | 4 – 5        | Vriendschappelijk     |  |
| 6   | 18 april 1948     | Nederland – België            | 2 – 2        | Vriendschappelijk     |  |
| 7   | 23 april 1949     | Nederland – Frankrijk         | 4 – 1        | Vriendschappelijk     |  |
| 8   | 6 november 1949   | Nederland – België            | 0 – 1        | Vriendschappelijk     |  |
| 9   | 6 juni 1951       | Nederland – Noorwegen         | 2 – 3        | Vriendschappelijk     |  |
| 10  | 27 oktober 1951   | Nederland – Finland           | 4 – 4        | Vriendschappelijk     |  |
| 11  | 25 november 1951  | Nederland – België            | 6 – 7        | Vriendschappelijk     |  |
| 12  | 7 maart 1953      | Nederland – Denemarken        | 1 – 2        | Vriendschappelijk     |  |
| 13  | 25 oktober 1953   | Nederland – België            | 1 – 0        | Vriendschappelijk     |  |
| 14  | 7 maart 1954      | Nederland – Engeland (am)     | 1 – 0        | Vriendschappelijk     |  |
| 15  | 19 mei 1955       | Nederland – Zwitserland       | 4 – 1        | Vriendschappelijk     |  |
| 16  | 16 oktober 1955   | Nederland – België            | 2 – 2        | Vriendschappelijk     |  |
| 17  | 10 mei 1956       | Nederland – Ierland           | 1 – 4        | Vriendschappelijk     |  |
| 18  | 20 maart 1957     | Nederland – Luxemburg         | 4 – 1        | WK-kwalificatie       |  |
| 19  | 11 september 1957 | Luxemburg – Nederland         | 2 – 5        | WK-kwalificatie       |  |
| 20  | 17 november 1957  | Nederland – België            | 5 – 2        | Vriendschappelijk     |  |
| 21  | 23 april 1958     | Nederland – Curaçao           | 8 – 1        | Vriendschappelijk     |  |
| 22  | 15 oktober 1958   | Nederland – Denemarken        | 5 – 1        | Vriendschappelijk     |  |
| 23  | 2 november 1958   | Nederland – Zwitserland       | 2 – 0        | Vriendschappelijk     |  |
| 24  | 4 oktober 1959    | Nederland – België            | 9 – 1        | Vriendschappelijk     |  |
| 25  | 4 november 1959   | Nederland – Noorwegen         | 7 – 1        | Vriendschappelijk     |  |
| 26  | 22 maart 1961     | Nederland – België            | 6 – 2        | Vriendschappelijk     |  |
| 27  | 30 april 1961     | Nederland – Hongarije         | 0 – 3        | WK-kwalificatie       |  |
| 28  | 9 mei 1962        | Nederland – Noord-Ierland     | 4 – 0        | Vriendschappelijk     |  |
| 29  | 3 maart 1963      | Nederland – België            | 0 – 1        | Vriendschappelijk     |  |
| 30  | 17 april 1963     | Nederland – Frankrijk         | 1 – 0        | Vriendschappelijk     |  |
| 31  | 30 oktober 1963   | Nederland – Luxemburg         | 1 – 2        | EK-kwalificatie       |  |
| 32  | 29 april 1964     | Nederland – Zweden            | 0 – 1        | Vriendschappelijk     |  |
| 33  | 24 mei 1964       | Nederland – Albanië           | 2 – 0        | WK-kwalificatie       |  |
| 34  | 7 april 1965      | Nederland – Noord-Ierland     | 0 – 0        | WK-kwalificatie       |  |
| 35  | 23 maart 1966     | Nederland – West-Duitsland    | 2 – 4        | Vriendschappelijk     |  |
| 36  | 17 april 1966     | Nederland – België            | 3 – 1        | Vriendschappelijk     |  |
| 37  | 7 september 1966  | Nederland – Hongarije         | 2 – 2        | EK-kwalificatie       |  |
| 38  | 30 november 1966  | Nederland – Denemarken        | 2 – 0        | EK-kwalificatie       |  |
| 39  | 1 november 1967   | Nederland – Joegoslavië       | 1 – 2        | Vriendschappelijk     |  |
| 40  | 29 november 1967  | Nederland – Sovjet-Unie       | 3 – 1        | Vriendschappelijk     |  |
| 41  | 4 september 1968  | Luxemburg – Nederland         | 0 – 2        | WK-kwalificatie       |  |
| 42  | 26 maart 1969     | Nederland – Luxemburg         | 4 – 0        | WK-kwalificatie       |  |
| 43  | 16 april 1969     | Nederland – Tsjecho-Slowakije | 2 – 0        | Vriendschappelijk     |  |
| 44  | 7 mei 1969        | Nederland – Polen             | 1 – 0        | WK-kwalificatie       |  |
| 45  | 22 oktober 1969   | Nederland – Bulgarije         | 1 – 1        | WK-kwalificatie       |  |
| 46  | 11 oktober 1970   | Nederland – Joegoslavië       | 1 – 1        | EK-kwalificatie       |  |
| 47  | 24 februari 1971  | Nederland – Luxemburg         | 6 – 0        | EK-kwalificatie       |  |
| 48  | 10 oktober 1971   | Nederland – Oost-Duitsland    | 3 – 2        | EK-kwalificatie       |  |
| 49  | 3 mei 1972        | Nederland – Peru              | 3 – 0        | Vriendschappelijk     |  |
| 50  | 1 november 1972   | Nederland – Noorwegen         | 9 – 0        | WK-kwalificatie       |  |
| 51  | 10 oktober 1973   | Nederland – Polen             | 1 – 1        | Vriendschappelijk     |  |
| 52  | 27 maart 1974     | Nederland – Oostenrijk        | 1 – 1        | Vriendschappelijk     |  |
| 53  | 5 juni 1974       | Nederland – Roemenië          | 0 – 0        | Vriendschappelijk     |  |
| 54  | 9 oktober 1974    | Nederland – Zwitserland       | 1 – 0        | Vriendschappelijk     |  |
| 55  | 20 november 1974  | Nederland – Italië            | 3 – 1        | EK-kwalificatie       |  |
| 56  | 25 april 1976     | Nederland – België            | 5 – 0        | EK-kwalificatie       |  |
| 57  | 13 oktober 1976   | Nederland – Noord-Ierland     | 2 – 2        | WK-kwalificatie       |  |
| 58  | 5 oktober 1977    | Nederland – Sovjet-Unie       | 0 – 0        | Vriendschappelijk     |  |
| 59  | 15 november 1978  | Nederland – Oost-Duitsland    | 3 – 0        | EK-kwalificatie       |  |
| 60  | 26 september 1979 | Nederland – België            | 1 – 0        | Vriendschappelijk     |  |
| 61  | 25 maart 1981     | Nederland – Frankrijk         | 1 – 0        | WK-kwalificatie       |  |
| 62  | 9 september 1981  | Nederland – Ierland           | 2 – 2        | WK-kwalificatie       |  |
| 63  | 14 oktober 1981   | Nederland – België            | 3 – 0        | WK-kwalificatie       |  |
| 64  | 22 september 1982 | Nederland – Ierland           | 2 – 1        | EK-kwalificatie       |  |
| 65  | 10 november 1982  | Nederland – Frankrijk         | 1 – 2        | Vriendschappelijk     |  |
| 66  | 16 november 1983  | Nederland – Spanje            | 2 – 1        | EK-kwalificatie       |  |
| 67  | 17 december 1983  | Nederland – Malta             | 5 – 0        | EK-kwalificatie       |  |
| 68  | 17 oktober 1984   | Nederland – Hongarije         | 1 – 2        | WK-kwalificatie       |  |
| 69  | 1 mei 1985        | Nederland – Oostenrijk        | 1 – 1        | WK-kwalificatie       |  |
| 70  | 20 november 1985  | Nederland – België            | 2 – 1        | WK-kwalificatie       |  |
| 71  | 25 maart 1987     | Nederland – Griekenland       | 1 – 1        | EK-kwalificatie       |  |
| 72  | 29 april 1987     | Nederland – Hongarije         | 2 – 0        | EK-kwalificatie       |  |
| 73  | 9 september 1987  | Nederland – België            | 0 – 0        | Vriendschappelijk     |  |
| 74  | 28 oktober 1987   | Nederland – Cyprus            | 8 – 0        | EK-kwalificatie       |  |
| 75  | 24 mei 1988       | Nederland – Bulgarije         | 1 – 2        | Vriendschappelijk     |  |
| 76  | 26 april 1989     | Nederland – West-Duitsland    | 1 – 1        | WK-kwalificatie       |  |
| 77  | 15 november 1989  | Nederland – Finland           | 3 – 0        | WK-kwalificatie       |  |
| 78  | 20 december 1989  | Nederland – Brazilië          | 0 – 1        | Vriendschappelijk     |  |
| 79  | 21 februari 1990  | Nederland – Italië            | 0 – 0        | Vriendschappelijk     |  |
| 80  | 21 november 1990  | Nederland – Griekenland       | 2 – 0        | EK-kwalificatie       |  |
| 81  | 13 maart 1991     | Nederland – Malta             | 1 – 0        | EK-kwalificatie       |  |
| 82  | 17 april 1991     | Nederland – Finland           | 2 – 0        | EK-kwalificatie       |  |
| 83  | 16 oktober 1991   | Nederland – Portugal          | 1 – 0        | EK-kwalificatie       |  |
| 84  | 14 oktober 1992   | Nederland – Polen             | 2 – 2        | WK-kwalificatie       |  |
| 85  | 9 juni 1993       | Nederland – Noorwegen         | 0 – 0        | WK-kwalificatie       |  |
| 86  | 13 oktober 1993   | Nederland – Engeland          | 2 – 0        | WK-kwalificatie       |  |
| 87  | 16 november 1994  | Nederland – Tsjechië          | 0 – 0        | EK-kwalificatie       |  |
| 88  | 14 december 1994  | Nederland – Luxemburg         | 5 – 0        | EK-kwalificatie       |  |
| 89  | 29 maart 1995     | Nederland – Malta             | 4 – 0        | EK-kwalificatie       |  |
| 90  | 6 september 1995  | Nederland – Wit-Rusland       | 1 – 0        | EK-kwalificatie       |  |
| 91  | 15 november 1995  | Nederland – Noorwegen         | 3 – 0        | EK-kwalificatie       |  |
| 92  | 24 april 1996     | Nederland – Duitsland         | 0 – 1        | Vriendschappelijk     |  |
| 93  | 4 juni 1996       | Nederland – Ierland           | 3 – 1        | Vriendschappelijk     |  |
| 94  | 6 september 1997  | Nederland – België            | 3 – 1        | WK-kwalificatie       |  |
| 95  | 4 september 1999  | Nederland – België            | 5 – 5        | Vriendschappelijk     |  |
| 96  | 16 juni 2000      | Denemarken – Nederland        | 0 – 3        | EK 2000               |  |
| 97  | 25 juni 2000      | Nederland – Joegoslavië       | 6 – 1        | EK 2000               |  |
| 98  | 11 oktober 2000   | Nederland – Portugal          | 0 – 2        | WK-kwalificatie       |  |
| 99  | 27 maart 2002     | Nederland – Spanje            | 1 – 0        | Vriendschappelijk     |  |
| 100 | 29 maart 2003     | Nederland – Tsjechië          | 1 – 1        | EK-kwalificatie       |  |
| 101 | 6 september 2003  | Nederland – Oostenrijk        | 3 – 1        | EK-kwalificatie       |  |
| 102 | 31 maart 2004     | Nederland – Frankrijk         | 0 – 0        | Vriendschappelijk     |  |
| 103 | 4 juni 2005       | Nederland – Roemenië          | 2 – 0        | WK-kwalificatie       |  |
| 104 | 17 augustus 2005  | Nederland – Duitsland         | 2 – 2        | Vriendschappelijk     |  |
| 105 | 27 mei 2006       | Nederland – Kameroen          | 1 – 0        | Vriendschappelijk     |  |
| 106 | 4 juni 2006       | Nederland – Australië         | 1 – 1        | Vriendschappelijk     |  |
| 107 | 24 maart 2007     | Nederland – Roemenië          | 0 – 0        | EK-kwalificatie       |  |
| 108 | 17 november 2007  | Nederland – Luxemburg         | 1 – 0        | EK-kwalificatie       |  |
| 109 | 24 mei 2008       | Nederland – Oekraïne          | 3 – 0        | Vriendschappelijk     |  |
| 110 | 1 juni 2008       | Nederland – Wales             | 2 – 0        | Vriendschappelijk     |  |
| 111 | 11 oktober 2008   | Nederland – IJsland           | 2 – 0        | WK-kwalificatie       |  |
| 112 | 10 juni 2009      | Nederland – Noorwegen         | 2 – 0        | WK-kwalificatie       |  |
| 113 | 1 juni 2010       | Nederland – Ghana             | 4 – 1        | Vriendschappelijk     |  |
| 114 | 7 september 2010  | Nederland – Finland           | 2 – 1        | EK-kwalificatie       |  |
| 115 | 7 oktober 2011    | Nederland – Moldavië          | 1 – 0        | EK-kwalificatie       |  |
| 116 | 30 mei 2012       | Nederland – Slowakije         | 2 – 0        | Vriendschappelijk     |  |
| 117 | 12 oktober 2012   | Nederland – Andorra           | 3 – 0        | WK-kwalificatie       |  |
| 118 | 31 mei 2014       | Nederland – Ghana             | 1 – 0        | Vriendschappelijk     |  |
| 119 | 7 oktober 2016    | Nederland – Wit-Rusland       | 4 – 1        | WK-kwalificatie       |  |
| 120 | 4 juni 2017       | Nederland – Ivoorkust         | 5 – 0        | Vriendschappelijk     |  |
| 121 | 9 juni 2017       | Nederland – Luxemburg         | 5 – 0        | WK-kwalificatie       |  |
| 122 | 16 november 2018  | Nederland – Frankrijk         | 2 – 0        | Nations League        |  |
| 123 | 21 maart 2019     | Nederland – Wit-Rusland       | 4 – 0        | EK-kwalificatie       |  |
| 124 | 10 oktober 2019   | Nederland – Noord-Ierland     | 3 – 1        | EK-kwalificatie       |  |
| 125 | 11 oktober 2021   | Nederland – Gibraltar         | 6 – 0        | WK-kwalificatie       |  |
| 126 | 16 november 2021  | Nederland – Noorwegen         | 2 - 0        | WK-kwalificatie       |  |
| 127 | 11 juni 2022      | Nederland – Polen             | 2 – 2        | Nations League        |  |
| 128 | 14 juni 2022      | Nederland – Wales             | 3 – 2        | Nations League        |  |
| 129 | 27 maart 2023     | Nederland – Gibraltar         | 3 – 0        | EK-kwalificatie       |  |
| 130 | 14 juni 2023      | Nederland – Kroatië           | 2 – 4 (n.v.) | Nations League Finals |  |
| 131 | 6 juni 2024       | Nederland – Canada            | 4 – 0        | Vriendschappelijk     |  |
| 132 | 10 juni 2024      | Nederland – IJsland           | 4 – 0        | Vriendschappelijk     |  |
| 133 | 20 maart 2025     | Nederland – Spanje            | 2 – 2        | Nations League        |  |

| Statistieken Nederlands Elftal in Stadion Feijenoord | Statistieken Nederlands Elftal in Stadion Feijenoord | Statistieken Nederlands Elftal in Stadion Feijenoord | Statistieken Nederlands Elftal in Stadion Feijenoord | Statistieken Nederlands Elftal in Stadion Feijenoord | Statistieken Nederlands Elftal in Stadion Feijenoord |
| Wedstrijden                                          | Winst                                                | Gelijkspel                                           | Verlies                                              | Doelsaldo                                            | Winst%                                               |
| ---------------------------------------------------- | ---------------------------------------------------- | ---------------------------------------------------- | ---------------------------------------------------- | ---------------------------------------------------- | ---------------------------------------------------- |
| 133                                                  | 85                                                   | 29                                                   | 19                                                   | 332 – 120 (+212)                                     | 63,9                                                 |

| 1 | 13 juni 2000 | Spanje – Noorwegen      | 0 – 1        | Groepsfase (C) | 41.000 |
| 2 | 16 juni 2000 | Denemarken – Nederland  | 0 – 3        | Groepsfase (D) | 48.200 |
| 3 | 20 juni 2000 | Portugal – Duitsland    | 3 – 0        | Groepsfase (A) | 51.500 |
| 4 | 25 juni 2000 | Nederland – Joegoslavië | 6 – 1        | Kwartfinale    | 51.500 |
| 5 | 2 juli 2000  | Frankrijk – Italië      | 2 – 1 (n.v.) | Finale         | 48.200 |

| 1 | 14 juni 2023 | Nederland – Kroatië | 2 – 4 (n.v.)       | Halve finale | 39.359 |
| 2 | 18 juni 2023 | Kroatië – Spanje    | 0 – 0 (4 - 5 pen.) | Finale       | 41.110 |

### Concerten
Behalve voor voetbalwedstrijden werd het stadion ook gebruikt bij popconcerten. De eersten die optraden in de Kuip waren Bob Dylan en Eric Clapton in 1978. In 1995 gaf René Froger twee uitverkochte optredens als eerste Nederlandse artiest in een stadionconcert. Ter herinnering hieraan kreeg hij de middenstip aangeboden. Het laatste concert werd op 14 juni 2025 gegeven door Di-rect.
| 1  | 23 juni 1978     | Bob Dylan / Eric Clapton  |              |        |
| 2  | 2 juni 1982      | Rolling Stones            |              |        |
| 3  | 4 juni 1982      | Rolling Stones            |              |        |
| 4  | 5 juni 1982      | Rolling Stones            |              |        |
| 5  | 12 juni 1982     | Simon & Garfunkel         |              |        |
| 6  | 13 juni 1983     | Rod Stewart               |              |        |
| 7  | 25 juni 1983     | David Bowie               |              |        |
| 8  | 26 juni 1983     | David Bowie               |              |        |
| 9  | 12 juni 1985     | Bruce Springsteen         |              |        |
| 10 | 13 juni 1985     | Bruce Springsteen         |              |        |
| 11 | 30 mei 1987      | David Bowie               |              |        |
| 12 | 31 mei 1987      | David Bowie               |              |        |
| 13 | 11 juni 1987     | Genesis                   |              |        |
| 14 | 10 juli 1987     | U2                        |              |        |
| 15 | 11 juli 1987     | U2                        |              |        |
| 16 | 25 augustus 1987 | Madonna                   |              |        |
| 17 | 26 augustus 1987 | Madonna                   |              |        |
| 18 | 5 juni 1988      | Michael Jackson           |              |        |
| 19 | 6 juni 1988      | Michael Jackson           |              |        |
| 20 | 7 juni 1988      | Michael Jackson           |              |        |
| 21 | 13 juni 1988     | Pink Floyd                |              |        |
| 22 | 14 juni 1988     | Pink Floyd                |              |        |
| 23 | 28 juni 1988     | Bruce Springsteen         |              |        |
| 24 | 29 juni 1988     | Bruce Springsteen         |              |        |
| 25 | 15 juli 1988     | George Michael            |              |        |
| 26 | 17 augustus 1988 | Prince                    |              |        |
| 27 | 18 augustus 1988 | Prince                    |              |        |
| 28 | 19 augustus 1988 | Prince                    |              |        |
| 29 | 14 juli 1989     | Simple Minds              |              |        |
| 30 | 18 mei 1990      | Rolling Stones            |              |        |
| 31 | 19 mei 1990      | Rolling Stones            |              |        |
| 32 | 21 mei 1990      | Rolling Stones            |              |        |
| 33 | 2 juni 1990      | Prince                    |              |        |
| 34 | 3 juni 1990      | Prince                    |              |        |
| 35 | 23 juni 1990     | Tina Turner               |              |        |
| 36 | 24 juli 1990     | Madonna                   |              |        |
| 37 | 29 mei 1992      | Dire Straits              |              |        |
| 38 | 30 mei 1992      | Dire Straits              |              |        |
| 39 | 31 mei 1992      | Dire Straits              |              |        |
| 40 | 1 juni 1992      | Dire Straits              |              |        |
| 41 | 19 juni 1992     | Elton John / Eric Clapton |              |        |
| 42 | 30 juni 1992     | Michael Jackson           |              |        |
| 43 | 1 juli 1992      | Michael Jackson           |              |        |
| 44 | 28 juli 1992     | Genesis                   |              |        |
| 45 | 9 mei 1993       | U2                        | Zooropa Tour |        |
| 46 | 10 mei 1993      | U2                        | Zooropa Tour |        |
| 47 | 11 mei 1993      | U2                        | Zooropa Tour |        |
| 48 | 12 juni 1993     | Metallica                 |              |        |
| 49 | 3 september 1994 | Pink Floyd                |              |        |
| 50 | 4 september 1994 | Pink Floyd                |              |        |
| 51 | 5 september 1994 | Pink Floyd                |              |        |
| 52 | 24 juni 1995     | René Froger               |              |        |
| 53 | 25 juni 1995     | René Froger               |              |        |
| 54 | 6 juli 1995      | Bon Jovi                  |              |        |
| 55 | 29 augustus 1995 | Rolling Stones            |              |        |
| 56 | 30 augustus 1995 | Rolling Stones            |              |        |
| 57 | 29 juni 1996     | Bryan Adams               |              |        |
| 58 | 17 juli 1996     | Eagles                    |              |        |
| 59 | 18 juli 1997     | U2                        | Popmart      |        |
| 60 | 19 juli 1997     | U2                        | Popmart      |        |
| 61 | 9 mei 2000       | U2                        |              |        |
| 62 | 28 mei 2000      | René Froger               |              |        |
| 63 | 30 juni 2000     | Michael Jackson           |              |        |
| 64 | 14 juni 2002     | Marco Borsato             |              |        |
| 65 | 15 juni 2002     | Marco Borsato             |              |        |
| 66 | 16 juni 2002     | Marco Borsato             |              |        |
| 67 | 6 mei 2003       | Bruce Springsteen         |              |        |
| 68 | 8 mei 2003       | Bruce Springsteen         |              |        |
| 69 | 11 augustus 2003 | Rolling Stones            |              |        |
| 70 | 13 augustus 2003 | Rolling Stones            |              |        |
| 71 | 9 juni 2004      | Marco Borsato             |              |        |
| 72 | 10 juni 2004     | Marco Borsato             |              |        |
| 73 | 12 juni 2004     | Marco Borsato             |              |        |
| 74 | 14 juni 2004     | Marco Borsato             |              |        |
| 75 | 16 juni 2004     | Marco Borsato             |              |        |
| 76 | 17 juni 2004     | Marco Borsato             |              |        |
| 77 | 28 juni 2008     | Kane                      |              |        |
| 78 | 10 juli 2008     | Doe Maar                  |              |        |
| 79 | 12 juli 2008     | Doe Maar                  |              |        |
| 80 | 29 mei 2019      | Marco Borsato             |              | 50.000 |
| 81 | 30 mei 2019      | Marco Borsato             |              | 50.000 |
| 82 | 1 juni 2019      | Marco Borsato             |              | 50.000 |
| 83 | 2 juni 2019      | Marco Borsato             |              | 50.000 |
| 84 | 5 juni 2019      | Marco Borsato             |              | 50.000 |
| 85 | 25 juni 2019     | Rammstein                 |              | 50.000 |
| 86 | 29 mei 2021      | The Streamers             |              | 0      |
| 87 | 12 juni 2025     | DI-RECT                   |              | 50.000 |
| 88 | 13 juni 2025     | DI-RECT                   |              | 50.000 |
| 89 | 14 juni 2025     | DI-RECT                   |              | 50.000 |

## Galerij

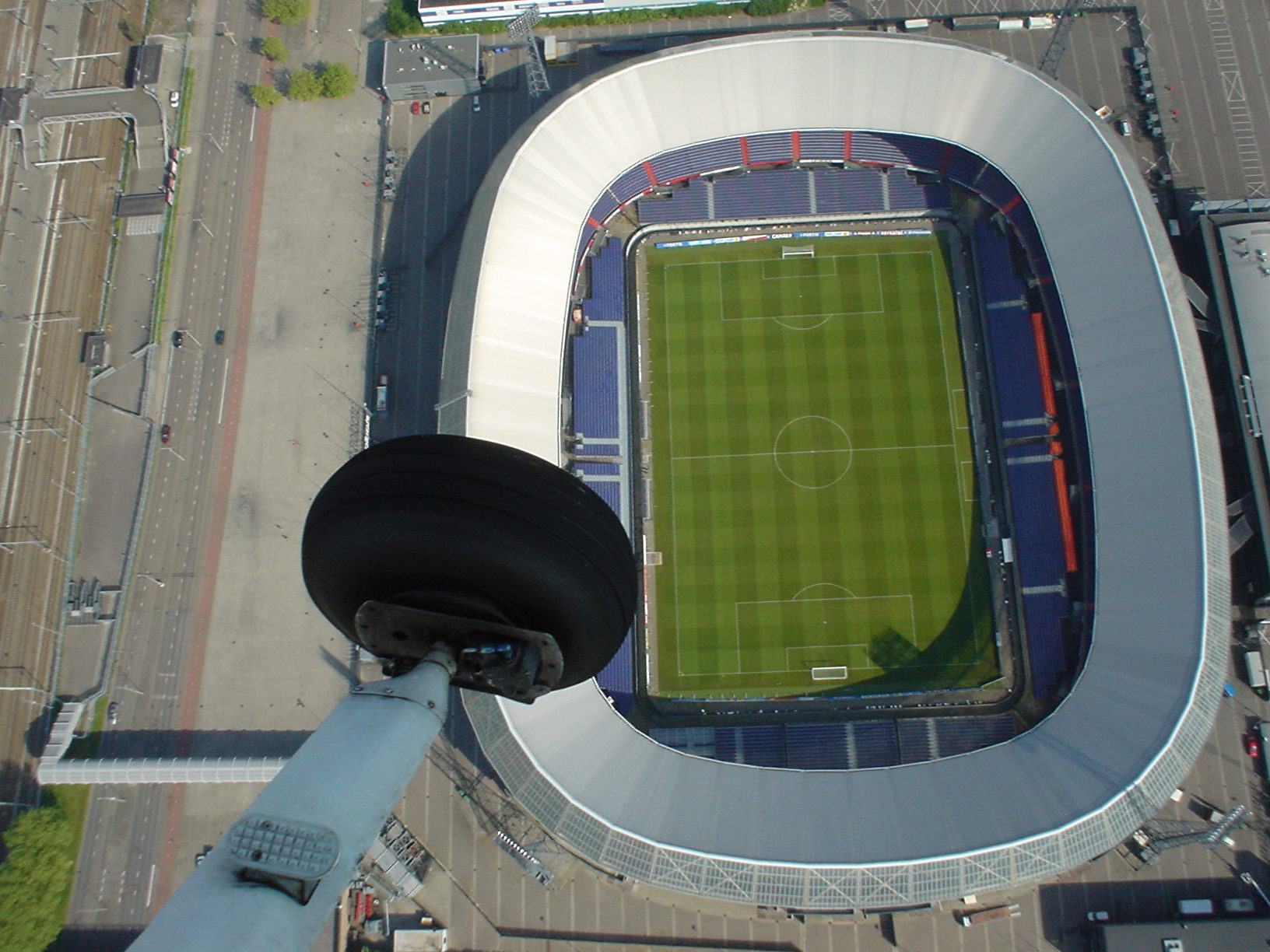
De Kuip vanuit de lucht.
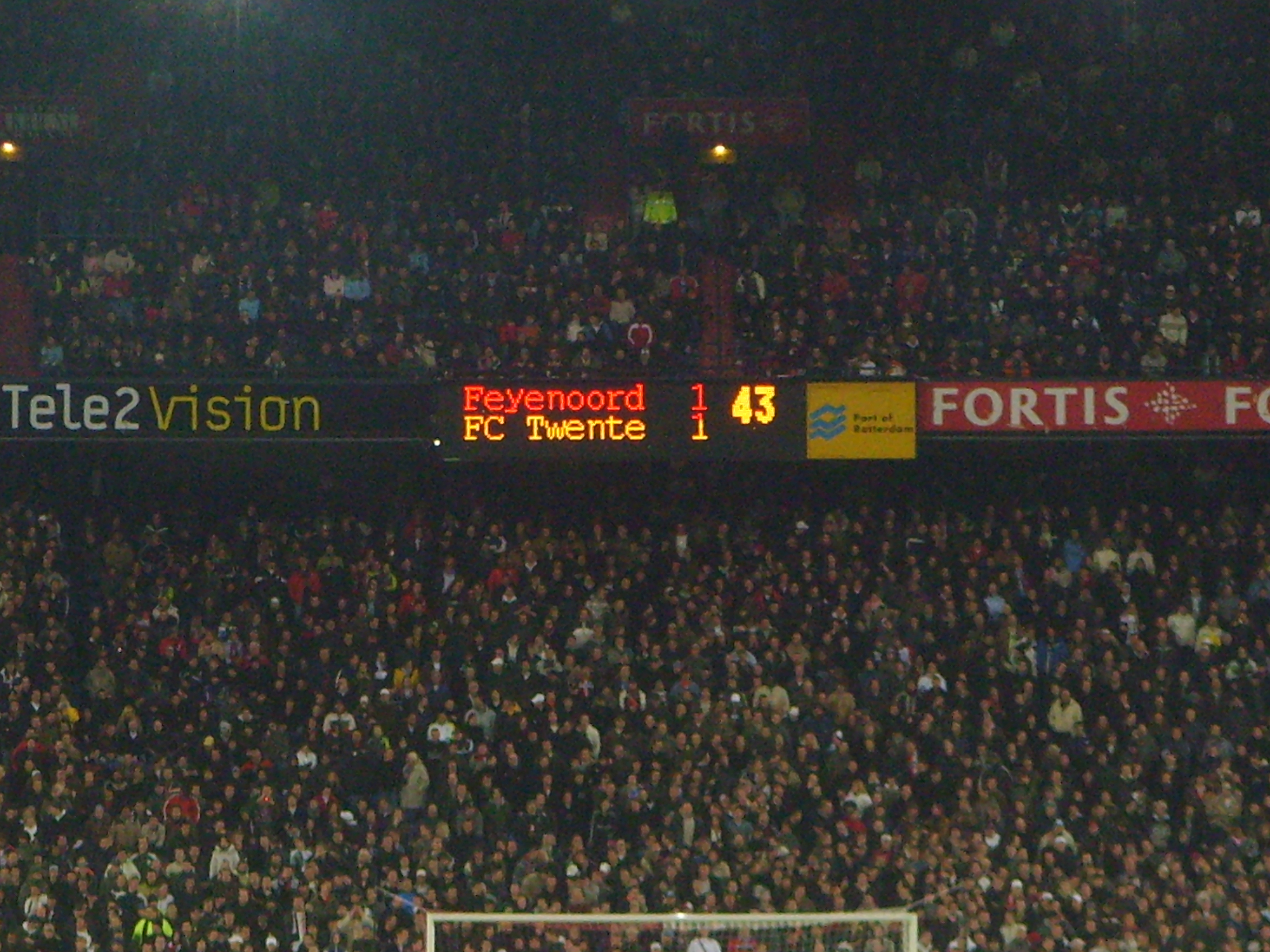
Het oude scorebord.
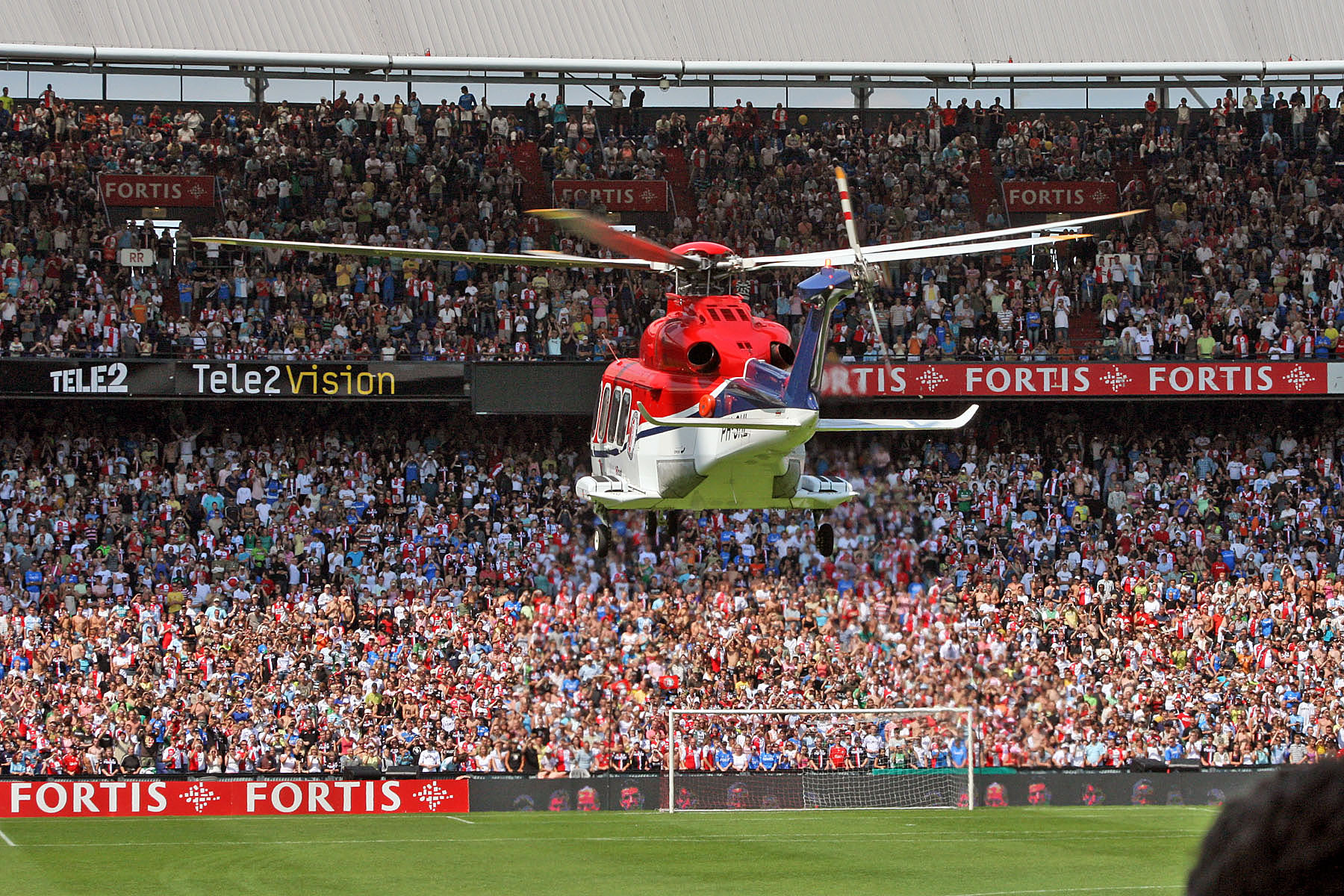
Traditionele helikopterlanding.
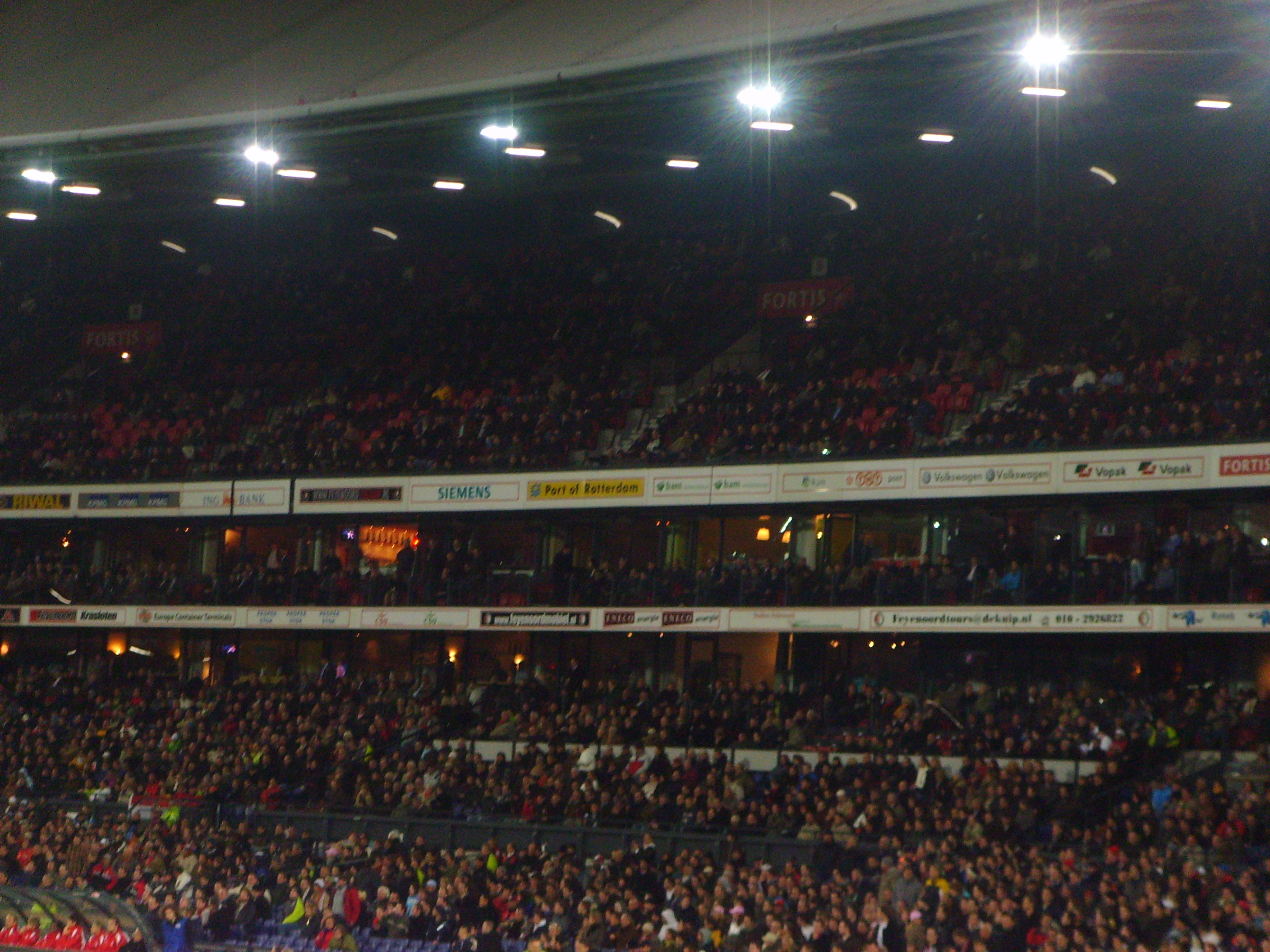
Zicht op de skyboxen.
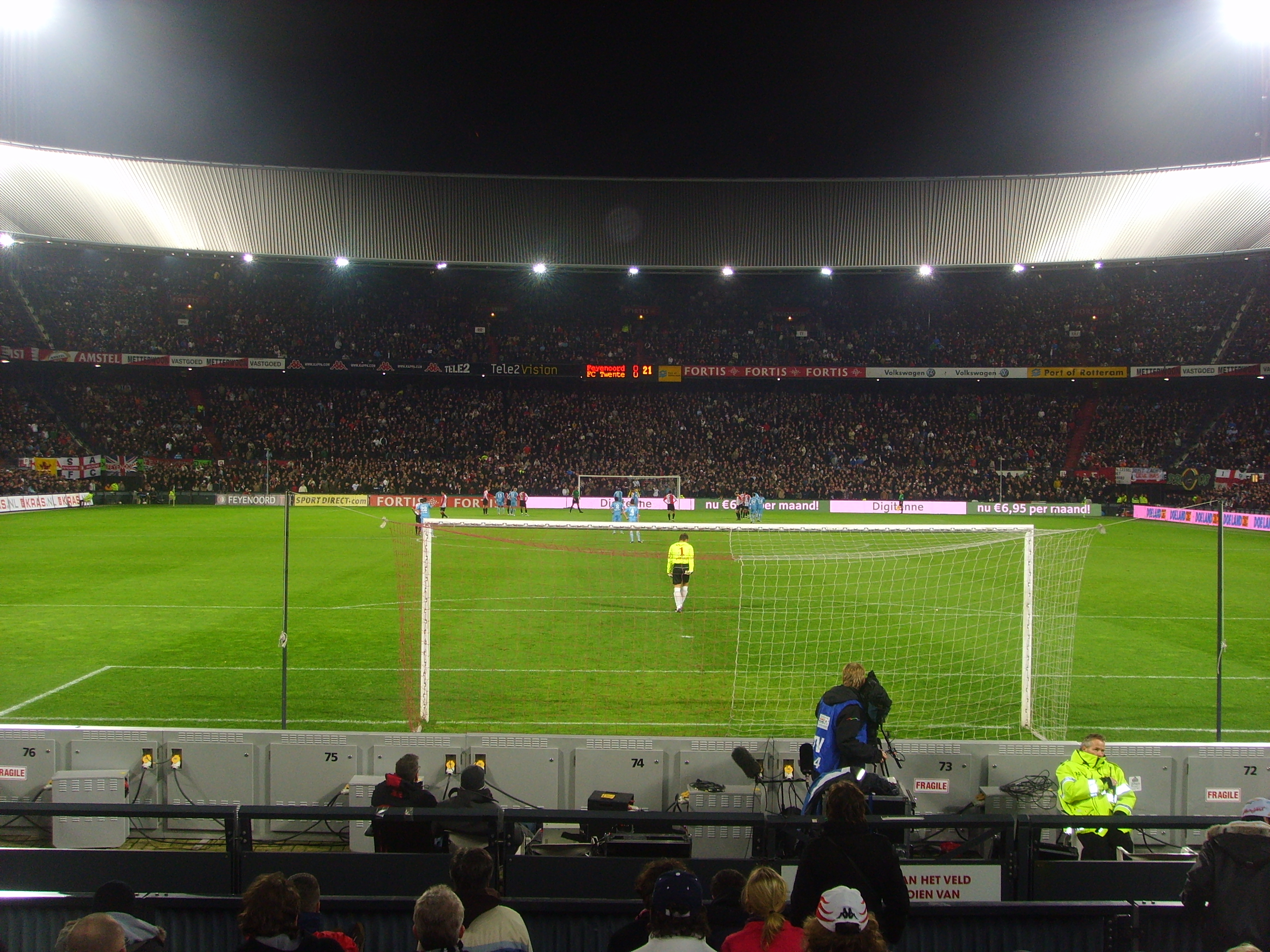
Achter het doel.
- Bioscoopjournaal uit februari 1939. Voetbalwedstrijd tussen Nederland en Hongarije in het Feyenoord stadion te Rotterdam. Uitslag wedstrijd: 3-2.